# Waterford Football Club 1972-1973
Questa voce raccoglie le informazioni riguardanti il Waterford Football Club nelle competizioni ufficiali della stagione 1972-1973.

## Stagione
All'inizio della stagione il Waterford uscì ai sedicesimi di finale di Coppa dei Campioni facendosi rimontare nel retour match la vittoria ottenuta in casa contro l'Omonia. La squadra, trascinata dalle 20 reti del capocannoniere stagionale Alfie Hale e puntellata nelle ultime sette gare dalla presenza dell'ex nazionale polacco Piotr Suski, poté tuttavia confermare la sua partecipazione alla massima competizione europea vincendo il campionato dopo aver respinto un tentativo finale di rimonta da parte del Finn Harps.

## Rosa
| N. |                        | Ruolo | Calciatore       |
| -- | ---------------------- | ----- | ---------------- |
|    | Irlanda (bandiera)     | P     | Peter Thomas     |
|    | Irlanda (bandiera)     | D     | Shay Brennan     |
|    | Inghilterra (bandiera) | D     | Peter Bryan      |
|    | Irlanda (bandiera)     | D     | Tony Macken      |
|    | Irlanda (bandiera)     | D     | Paul Morrissey   |
|    | Irlanda (bandiera)     | D     | Tommy McConville |
|    | Irlanda (bandiera)     | C     | Philip Buck      |
|    | Irlanda (bandiera)     | C     | James House      |
|    | Irlanda (bandiera)     | C     | Carl Humphries   |

| N. |                        | Ruolo | Calciatore      |
| -- | ---------------------- | ----- | --------------- |
|    | Irlanda (bandiera)     | C     | Dave Kirby      |
|    | Irlanda (bandiera)     | C     | John O'Neill    |
|    | Inghilterra (bandiera) | C     | Gordon Parr     |
|    | Polonia (bandiera)     | C     | Piotr Suski     |
|    | Irlanda (bandiera)     | A     | Alfie Hale      |
|    | Inghilterra (bandiera) | A     | Johnny Matthews |
|    | Irlanda (bandiera)     | A     | Richard Power   |
|    | Irlanda (bandiera)     | A     | Paddy Shortt    |

## Risultati

### A Division
| 8 ottobre 1972 1ª giornata | Waterford | 4 – 0 referto | St Patrick's |  |

| 15 ottobre 1972 2ª giornata | Home Farm | 4 – 0 referto | Waterford |  |

| 22 ottobre 1972 3ª giornata | Waterford | 2 – 0 referto | Drogheda |  |

| 29 ottobre 1972 4ª giornata | Bohemians | 0 – 3 referto | Waterford |  |

| 5 novembre 1972 5ª giornata | Waterford | 2 – 1 referto | Athlone Town |  |

| 12 novembre 1972 6ª giornata | Sligo Rovers | 1 – 3 referto | Waterford |  |

| 19 novembre 1972 7ª giornata | Waterford | 7 – 1 referto | Cork Celtic |  |

| 26 novembre 1972 8ª giornata | Shamrock Rovers | 1 – 3 referto | Waterford |  |

| 3 dicembre 1972 9ª giornata | Waterford | 4 – 0 referto | Shelbourne |  |

| 10 dicembre 1972 10ª giornata | Dundalk | 0 – 4 referto | Waterford |  |

| 17 dicembre 1972 11ª giornata | Limerick | 0 – 0 referto | Waterford |  |

| 24 dicembre 1972 12ª giornata | Waterford | 3 – 2 referto | Finn Harps |  |

| 31 dicembre 1972 13ª giornata | Cork Hibernians | 3 – 1 referto | Waterford |  |

| 6 gennaio 1973 14ª giornata | St Patrick's | 2 – 3 referto | Waterford |  |

| 14 gennaio 1973 15ª giornata | Waterford | 5 – 0 referto | Home Farm |  |

| 21 gennaio 1973 16ª giornata | Drogheda | 1 – 4 referto | Waterford |  |

| 28 gennaio 1973 17ª giornata | Waterford | 0 – 0 referto | Bohemians |  |

| 4 febbraio 1973 18ª giornata | Athlone Town | 0 – 1 referto | Waterford |  |

| 11 febbraio 1973 19ª giornata | Waterford | 1 – 0 referto | Sligo Rovers |  |

| 25 febbraio 1973 20ª giornata | Cork Celtic | 1 – 5 referto | Waterford |  |

| 4 marzo 1973 21ª giornata | Waterford | 0 – 3 referto | Shamrock Rovers |  |

| 18 marzo 1973 22ª giornata | Shelbourne | 0 – 1 referto | Waterford |  |

| 25 marzo 1973 23ª giornata | Waterford | 5 – 1 referto | Dundalk |  |

| 4 aprile 1973 24ª giornata | Waterford | 2 – 0 referto | Limerick |  |

| 8 aprile 1973 25ª giornata | Finn Harps | 3 – 2 referto | Waterford |  |

| 15 aprile 1973 26ª giornata | Waterford | 2 – 1 referto | Cork Hibernians |  |

### FAI Cup
| febbraio 1973 Primo turno | Waterford | 3 – 1 | Cork Wembley |  |

| 11 marzo 1974 Secondo turno | Cork Hibernians | 0 – 0 | Waterford |  |

| 15 marzo 1974 Secondo turno - Replay | Waterford | 0 – 1 | Cork Hibernians |  |

### Coppa dei Campioni
| Arbitro: | Vigliani |

|              |           |              |
| Hale 4’, 10’ | Marcatori | 79’ Rotsidis |

| Arbitro: | Gugulović |

|                   |           |  |
| Tselepis 18’, 63’ | Marcatori |  |

## Statistiche

### Statistiche di squadra
| Competizione       | Punti | Totale | Totale | Totale | Totale | Totale | Totale | DR  |
| Competizione       | Punti | G      | V      | N      | P      | Gf     | Gs     | DR  |
| ------------------ | ----- | ------ | ------ | ------ | ------ | ------ | ------ | --- |
| A Division         | 42    | 26     | 20     | 2      | 4      | 67     | 21     | +46 |
| FAI Cup            | -     | 3      | 1      | 1      | 1      | 3      | 3      | 0   |
| LOI Shield         | -     | ?      | ?      | ?      | ?      | ?      | ?      | ?   |
| Coppa dei Campioni | -     | 2      | 1      | 0      | 1      | 1      | 4      | -3  |
| Totale             | -     | 31+    | 22+    | 3+     | 6+     | 71+    | 28+    | +43 |

### Statistiche dei giocatori
| Giocatore     | First Division | First Division | FA Cup+LOI Shield | FA Cup+LOI Shield | Coppa dei Campioni | Coppa dei Campioni | Totale   | Totale |
| Giocatore     | Presenze       | Reti           | Presenze          | Reti              | Presenze           | Reti               | Presenze | Reti   |
| ------------- | -------------- | -------------- | ----------------- | ----------------- | ------------------ | ------------------ | -------- | ------ |
| P. Bryan      | ?              | 0              | ?+?               | ?+?               | 2                  | 0                  | 2+       | 0      |
| S. Brennan    | ?              | 0              | ?+?               | ?+?               | 0                  | 0                  | 0+       | 0      |
| P. Buck       | ?              | 10             | ?+?               | ?+?               | 2                  | 0                  | 2+       | 10     |
| A. Hale       | ?              | 20             | ?+?               | ?+?               | 2                  | 2                  | 2+       | 22     |
| J. House      | ?              | 0              | ?+?               | ?+?               | 1                  | 0                  | 1+       | 0      |
| C. Humphries  | ?              | 0              | ?+?               | ?+?               | 2                  | 0                  | 2+       | 0      |
| D. Kirby      | ?              | 4              | ?+?               | ?+?               | 1                  | 0                  | 1+       | 4      |
| T. Macken     | ?              | 3              | ?+?               | ?+?               | 0                  | 0                  | 0+       | 3      |
| J. Matthews   | ?              | 14             | ?+?               | ?+?               | 2                  | 0                  | 2+       | 14     |
| T. McConville | ?              | 7              | ?+?               | ?+?               | 2                  | 0                  | 2+       | 7      |
| P. Morrissey  | ?              | 0              | ?+?               | ?+?               | 2                  | 0                  | 2+       | 0      |
| J. O'Neill    | ?              | 5              | ?+?               | ?+?               | 1                  | 0                  | 1+       | 5      |
| G. Parr       | 25             | 1              | ?+?               | ?+?               | 2                  | 0                  | 27       | 1      |
| R. Power      | ?              | 0              | ?+?               | ?+?               | 1                  | 0                  | 1+       | 0      |
| P. Shortt     | ?              | 3              | ?+?               | ?+?               | 2                  | 0                  | 2+       | 3      |
| P. Suski      | 7              | 0              | 3+0               | 0+0               | 0                  | 0                  | 10       | 0      |
| P. Thomas     | ?              | -21            | ?+?               | ?+?               | 2                  | -3                 | 2+       | -24    |